# اشتباكات طرابلس 2025
في 12 مايو 2025، اندلعت اشتباكات في طرابلس، ليبيا، بين لواء المشاة 444 وجهاز دعم الاستقرار. بدأ القتال بعد اغتيال قائد جهاز دعم الاستقرار، عبد الغني الككلي. يُعد هذا أول اشتباك مسلح كبير في طرابلس منذ اشتباكات طرابلس عام 2023.
في 14 مايو 2025، أُعلن عن وقف إطلاق نار مع تراجع حدة القتال ولكنه لا يزال مستمرًا. وقالت وزارة الدفاع الليبية إن وقف إطلاق نار بدأ في جميع مناطق التوتر في طرابلس كجزء من الجهود "لحماية المدنيين والحفاظ على مؤسسات الدولة وتجنب المزيد من التصعيد".

## خلفية
اندلعت الاشتباكات حوالي الساعة التاسعة مساءً بعد اغتيال قائد جهاز دعم الاستقرار، عبد الغني الككلي، المعروف بـ"غنيوة"، وعدد من مرافقيه، خلال اجتماع عُقد، بحسب التقارير، لتهدئة التوترات المتصاعدة بين الفصائل المسلحة في معسكر التكبالي العسكري. إلا أن حراس لواء المشاة 444، وهو فصيل منافس، تبادلوا إطلاق النار خارج مكان الاجتماع.
هاجم مقاتلو لواء المشاة 444 وحلفاؤهم مكاتب جهاز دعم الاستقرار في طرابلس، واستولوا على ممتلكاتهم واعتقلوا العشرات منهم. وفي 14 مايو، اندلعت اشتباكات عنيفة في أحياء وأماكن مكتظة بالسكان، بما في ذلك رأس حسن، وشارع الجرابة، ومسجد السقا. وأفادت التقارير أن لواء المشاة 444 سيطر على ميناء طرابلس، مقر الرجمة، سجن الرويمي، وعين زارة، الجديدة ومقر جهاز مكافحة الهجرة غير الشرعية. هرب سجناء من سجن الجديدة، وتعرضت منازل للهجوم وتعرض أشخاص للنهب خلال الاشتباكات. أحرق شبان منزل عبد الحميد الدبيبة في طرابلس. وأفاد السكان بوقوع اشتباكات عنيفة وإطلاق نار في أماكن متعددة في طرابلس، مع وجود عشرات المركبات التي تحمل مقاتلي الميليشيات في الشوارع. وأظهرت مقاطع فيديو قوافل عسكرية من القوة المشتركة في مصراتة ووحدات الزنتان الموالية لوزير الداخلية عماد الطرابلسي تتجه نحو طرابلس. تم تعليق الرحلات الجوية في مطار معيتيقة الدولي، وألغيت المدارس وخلت الأحياء. وأفادت التقارير أن الاشتباكات كانت شديدة بشكل خاص في حيي أبو سليم وصلاح الدين. بعد أن تعرض جيش الأمن الوطني لأضرار جسيمة على يد لواء المشاة 444، اندلع المزيد من القتال في 13 مايو بين قوات الردع الخاصة التابعة للردع ولواء المشاة 444.
أفاد مدنيون بسماع دوي إطلاق نار وانفجارات قرابة منتصف الليل، تزامنًا مع انتشار مجموعات مسلحة. وأفادت التقارير بانضمام مجموعات ميليشيات من مدينة الزاوية المجاورة إلى القتال دعمًا لقوات الردع الخاصة. ووقعت معارك ضارية قرب سجن الجديدة، حيث أفادت التقارير بفرار نزلاء خلال المعارك. وكانت السلطات قد أعلنت وقف إطلاق نار في 14 مايو، على الرغم من استمرار سماع دوي إطلاق النار في غرب طرابلس. وبعد أن هدأت حدة القتال، اندلعت احتجاجات في حي سوق الجمعة الخاضع لسيطرة قوة الردع الخاصة، حيث عبّر أكثر من 500 شخص عن استيائهم من حكومة الدبيبة. قُتل أحد أفراد الأمن التابع لحكومة الوحدة الوطنية خلال الاحتجاجات، عندما حاول المتظاهرون اقتحام مكتبه. في 19 مايو، شكلت بعثة الأمم المتحدة للدعم في ليبيا والمجلس الرئاسي الليبي "لجنة هدنة" برئاسة محمد الحداد، رئيس الأركان العامة للجيش الليبي، للإشراف على وقف إطلاق نار.
في 24 مايو، تجددت الاحتجاجات في طرابلس والزاوية، مطالبةً بإسقاط حكومة الوحدة الوطنية برئاسة عبد الحميد الدبيبة، ورحيل جميع الهيئات السياسية، وحل جميع الميليشيات المسلحة، ودعت بعثة الأمم المتحدة في ليبيا إلى التدخل وتقديم المساعدة. وهددت بمواصلة التصعيد وإغلاق جميع المؤسسات الحكومية خلال 24 ساعة. لكن يبدو أن شيئًا لم يحدث بعد انقضاء المهلة.

## ردود الفعل
طلبت وزارة الداخلية في حكومة الوحدة الوطنية الليبية من المدنيين البقاء في أماكنهم خلال القتال حفاظًا على سلامتهم. كما أعلنت حكومة الوحدة الوطنية عبر منصتها الإعلامية أن وزارة الدفاع سيطرت بالكامل على حي أبو سليم. وأصدرت بعثة الأمم المتحدة للدعم في ليبيا بيانًا في 12 مايو أعربت فيه عن قلقها إزاء الوضع، مشيرةً تحديدًا إلى القتال العنيف الذي استخدمت فيه الأسلحة الثقيلة في المراكز الحضرية. ودعت البعثة إلى وقف فوري لإطلاق النار، وحثت الجانبين على حماية المدنيين، ودعت وجهاء وقادة المجتمع إلى تهدئة الوضع. وأكد إبراهيم الخليفي، عميد بلدية طرابلس، أن إطلاق النار قد هدأ إلى حد كبير بحلول صباح الثلاثاء، لكنه قال إن الحركة في العديد من الأحياء لا تزال متوقفة.
- بعثة الأمم المتحدة: حثت البعثة في ليبيا على الهدوء وسط تقارير عن تصاعد التوترات في العاصمة، قائلةً: "تشير التقارير إلى وجود تعبئة عسكرية وتصاعد التوترات في طرابلس والمنطقة الغربية بشكل عام". ودعت البعثة جميع الأطراف إلى تهدئة الوضع فورًا.[19][20]
- السفارة الأمريكية في ليبيا: انضمت السفارة إلى بعثة الأمم المتحدة للدعم في ليبيا في الدعوة إلى الهدوء.[21]
- السفارة التركية في ليبيا: نصحت السفارة مواطنيها المقيمين في العاصمة طرابلس بتوخي الحذر، وأصدرت إشعارًا رسميًا يحثهم على الالتزام بتوصية وزارة الداخلية الصادرة عن حكومة الوحدة الوطنية بتجنب مغادرة منازلهم إلا للضرورة القصوى.[22]
- سفارة بنغلاديش في ليبيا: حثت السفارة مواطنيها في ليبيا على "اتخاذ الاحتياطات اللازمة والبقاء في منازلهم نظرًا للوضع في العاصمة".[22]

## أنظر أيضا
- اشتباكات طرابلس 2022
- اشتباكات طرابلس 2023